# Santa Maria di Nazareth (Scalzi)

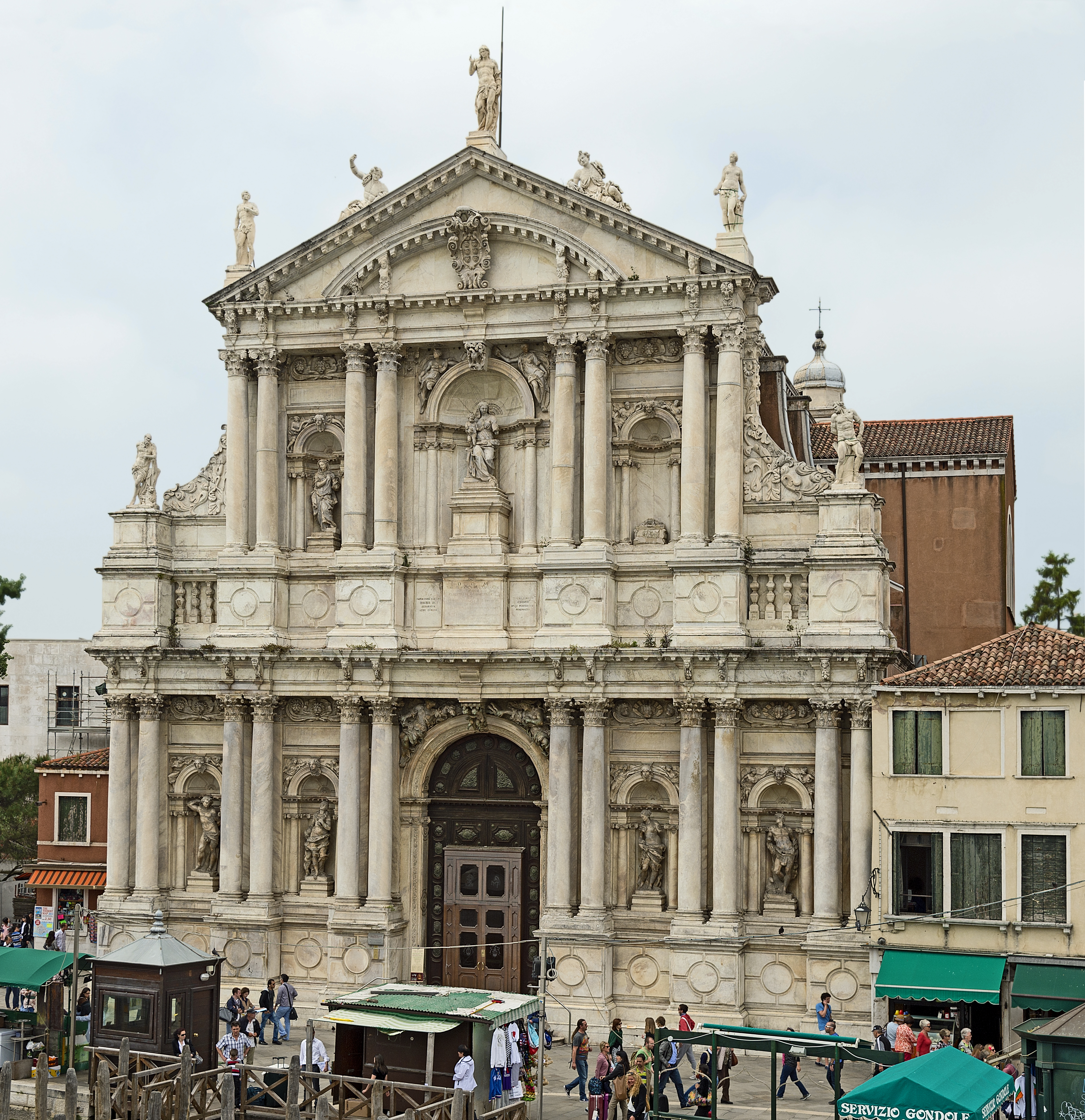
Fassade der Kirche Santa Maria di Nazareth (degli Scalzi)

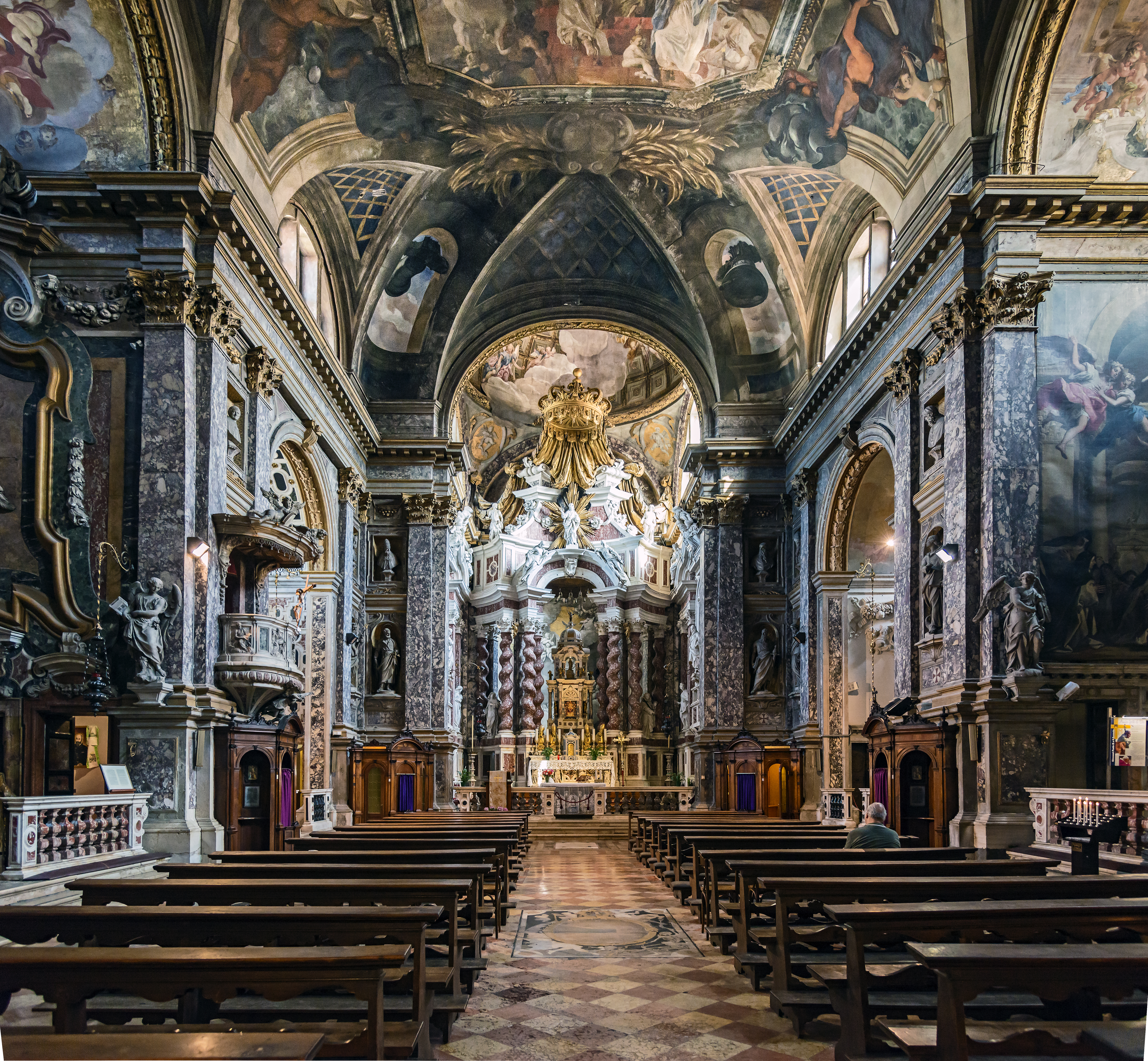
Innenraum

Santa Maria di Nazareth, umgangssprachlich Scalzi, ist eine Klosterkirche im Sestiere Cannaregio in der Nähe des Bahnhofs von Venedig. Direkt an der Kirche befindet sich eine der Brücken über den Canal Grande, die Ponte degli Scalzi.

## Geschichte
Im Jahre 1633 ließen sich die Unbeschuhten Karmeliten (scalzo: barfuß) in Venedig nieder. 1636 erhielt der Orden die Genehmigung zum Bau eines Klosters neben der von Andrea Palladio entworfenen Kirche. 1861 bis 1863 musste diese zusammen mit dem Karmelitenkloster dem Hauptbahnhof weichen.
1654 legte Baldassare Longhena den Entwurf für die Kirche „degli Scalzi“ vor. Unter seiner Bauleitung entstand bis zur Weihe 1705 eine helle Saalkirche in der Nachfolge Palladios, mit zwei großen Seitenkapellen, die von je zwei kleineren Kapellen flankiert werden. Als Longhena 1682 starb, leitete Giuseppe Pozzo, Mitglied der Laienbruderschaft der Karmeliten, ab 1685 die Bauarbeiten und entwarf die mittleren Seitenkapellen und den Altar neu.

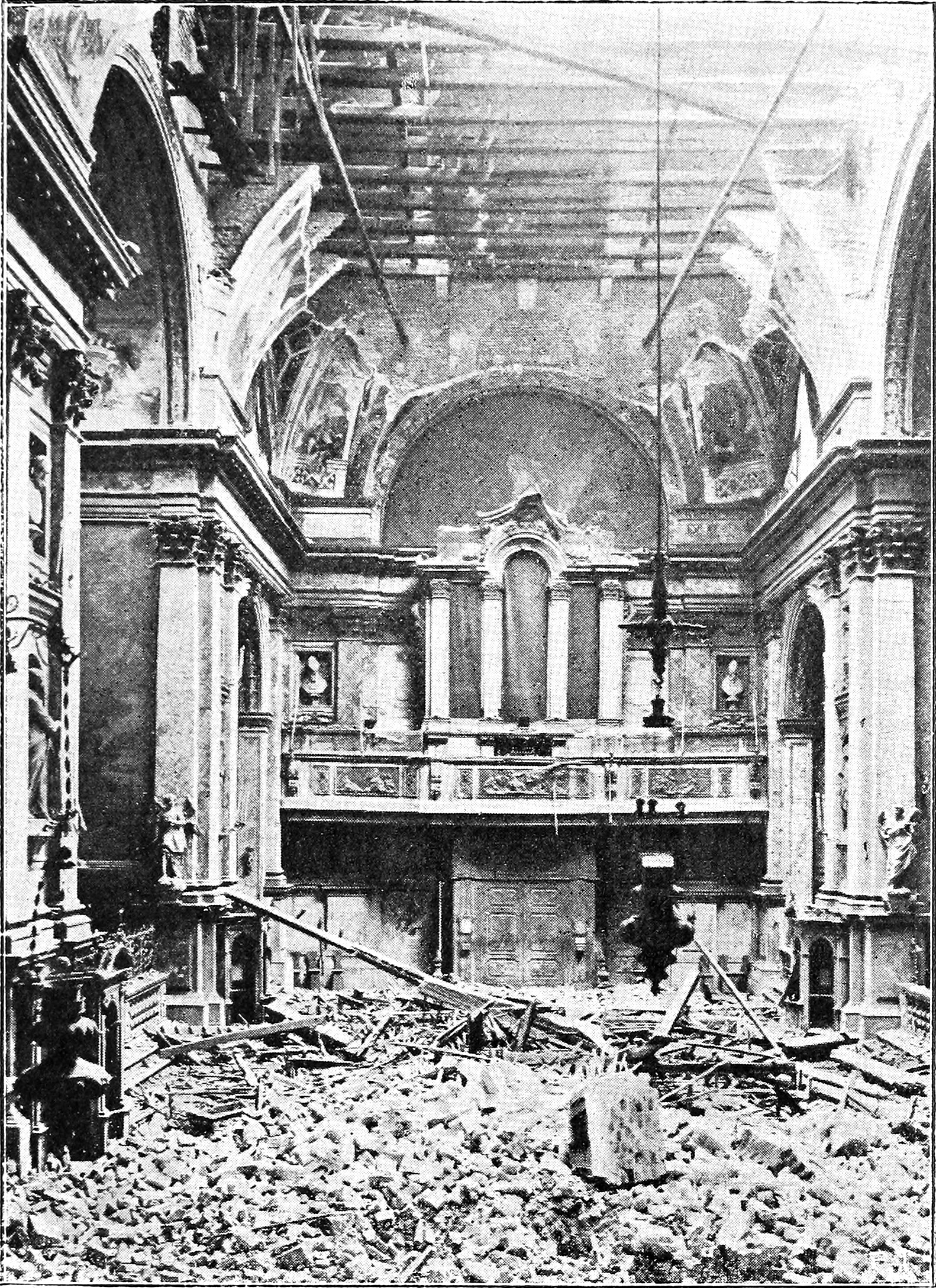
Der Innenraum der in der Nacht vom 24. auf den 25. Oktober 1915 von einer Bombe getroffenen Kirche

Die Kirche wurde 1853–1862 während der österreichischen Regierung gründlich restauriert. Während des Ersten Weltkriegs erlitt das Bauwerk erhebliche Schäden durch eine Bombe. Dabei wurde Tiepolos Traslazione della Santa Casa di Loreto zerstört, an dem er zwischen 1743 und 1750 gearbeitet hatte.

## Fassade
Die zweistöckige Spätbarock-Fassade mit korinthischen, auf Sockeln ruhenden übereinanderstehenden Doppelsäulen wurde 1672 bis 1680 von Giuseppe Sardi fertiggestellt, der anstelle des in Venedig üblichen Kalksteins aus Istrien, Marmor aus Carrara verwendete. Die Fassade ist 25 Meter breit und 26 Meter hoch. In den unteren Nischen stehen von links der heilige Sebastian, die heilige Maria Magdalena, die heilige Margareta und der heilige Johannes der Täufer. Allegorische Figuren befinden sich in den Eingangszwickeln, zwei Putten bilden den Schlussstein. In der oberen Reihe links sind eine Statue des heiligen Hieronymus und eine Darstellung des Glaubens zu sehen. In der Mitte befindet sich die Gottesmutter mit dem Kind auf ihrem Thron, nach der die Kirche benannt ist. Die Statue der Hoffnung rechts davon ist beim Herabstürzen zerstört worden, rechts außen sieht man eine Statue des heiligen Bartholomäus. Die meisten Statuen der Fassade stammen von Bernardo Falconi. Der Giebel trägt das Wappen der Familie Cavazza. In der Mitte des Giebels steht der auferstandene Christus, an der rechten Ecke Eva mit dem Apfel und links Adam.

## Innenraum

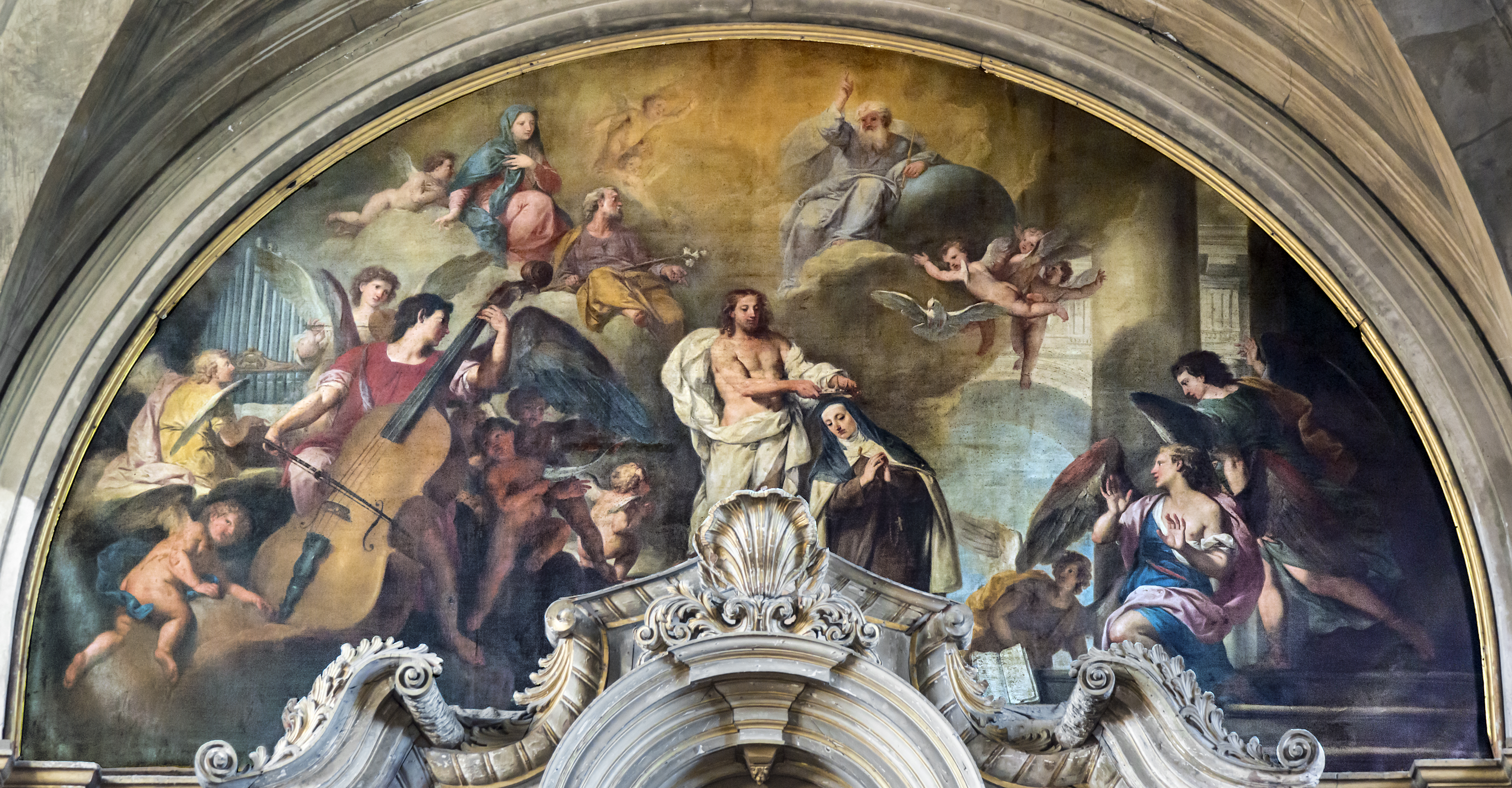
Krönung der Hl. Theresa von Gregorio Lazzarini (über der Orgel)

Der Innenraum ist 45 m lang, 25 m breit und 24 m hoch. 14 Fenster beleuchten die Kirche. Die Ausstattung gestaltete Giuseppe Pozzo, Bruder des Architekten Andrea Pozzo. Giuseppe Pozzo verwandelte Longhenas Kirche in eine dramatische, barocke Theaterszenerie.
An jeder Wandseite befinden sich drei Seitenaltäre, zwei kleine und in der Mitte auf jeder Seite eine große Kapelle. Die beiden flankierenden kleinen Kapellen werden durch auf Sockeln stehende korinthische Pilaster vom Hauptschiff abgegrenzt. Die sieben Statuen zwischen den Pilastern stellen die Apostel dar und werden teilweise Bernardo Falconi zugeschrieben. Darüber befinden sich zwölf Büsten von Päpsten, Bischöfen und Presbytern, als deren Schöpfer Clemente Moli oder Giovanni Marchiori gelten. Durch die Verwendung von polychromem Marmor und reichem Figurenschmuck wird das Licht der seitlichen Thermenfenster gedämpft. Der opulente Hauptaltar, der deutlich an den Altar Berninis im Petersdom anknüpft, trennt das Presbyterium vom Mönchschor. Mehr als 60 Grabplatten in weißem oder rotem Marmor befinden sich auf dem Fußboden.

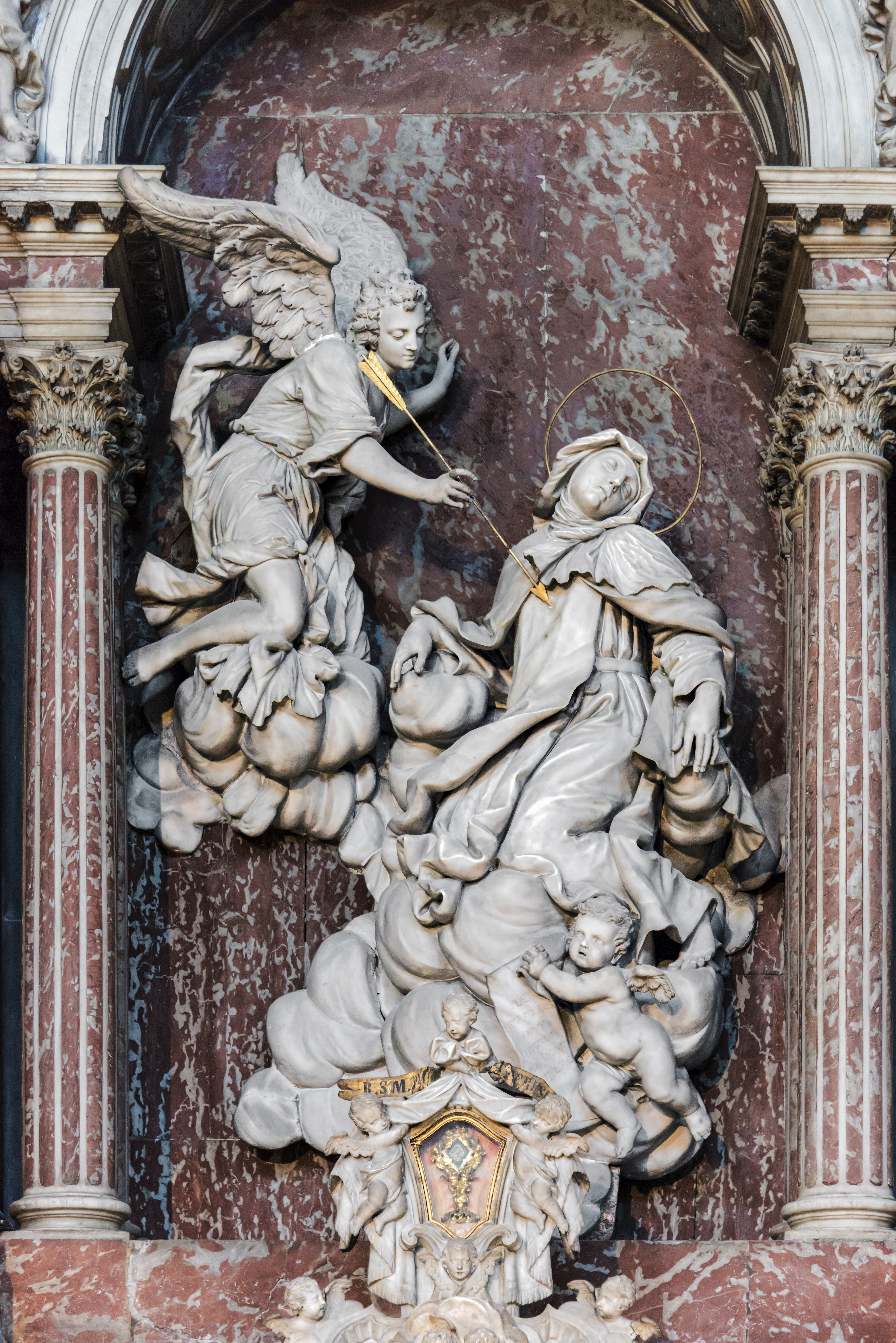
Die Glorie der Hl. Theresa von Heinrich Meyring (nach Bernini)

Das große Deckengemälde von Giambattista Tiepolo Flug des Marienhauses nach Loreto wurde 1915 durch eine österreichische Fliegerbombe, die dem Bahnhof galt, fast völlig zerstört. Der Entwurf und Reste des Freskos befinden sich jetzt in der Accademia (Venedig). Von der verschwundenen Decke existieren zwei Teil-Vorbereitungsstudien aus dem Jahr 1743, die erste in der Galerie dell’Accademia in Venedig und die zweite im Getty-Museum in Los Angeles. Es gibt auch noch eine Gouache von Mariano Fortuny, eine vollständige Kopie, die der spanische Künstler 1914 vor Ort angefertigt hat, sowie eine Fotografie der vollständigen Decke 1914 von James Anderson im Tiefdruckverfahren (13 cm × 17 cm). Es gibt auch eine vollständige Rekonstruktion des französischen Zeichners Olivier Maceratesi im Format 103 × 70 cm nach dem Druck von 1914.
1934 wurde das Bild durch das Deckengemälde Proklamation der jungfräulichen Empfängnis beim Konzil von Nikäa von Ettore Tito (1859–1941) ersetzt.
In der zweiten Seitenkapelle rechts von Tiepolo Die Glorie der Heiligen Theresa von Avila. In der dritten Seitenkapelle links eine Statue des heiligen Sebastian und drei Reliefs in vergoldeter Bronze mit Szenen aus seinem Leben. Außerdem finden wir in der Kirche ausdrucksstarke Statuen der karmelitischen Heiligen Theresa von Avila und Johannes vom Kreuz.
Die finanziellen Mittel für die umfangreichen Dekorationsarbeiten stellte die Familie Manin zur Verfügung. Im linken Seitenschiff sind der letzte Doge Ludovico Manin, der 1797 abdankte, und seine Gattin Elisabetta Grimani bestattet.